# 茲維亞德·加姆薩胡爾季阿
茲維亞德·康斯坦丁澤·加姆薩胡爾季阿（羅馬化：Zviad Konstantines dze Gamsakhurdia；1939年3月31日—1993年12月31日），第1任格鲁吉亚总统。
父親康斯坦丁是喬治亞文學家和民族主義倡導者。受父親影響，加姆薩胡爾季阿中學時就組織秘密反蘇社團，一度遭遇逮捕，大學時又因撰寫反蘇文學作品，被克格勃關了半年特殊精神病院。但他並未停下腳步，創作了不少反蘇文學作品，成為喬治亞著名反蘇人士。
1991年加姆薩胡爾季阿在總統大選中獲得85%以上的選票，當選格魯吉亞總統。 
1992年1月在第比利斯中部，發生了政府軍與反對派民兵之間的交火，其後加姆薩胡爾季阿遭罷免。後逃亡車臣伊奇克里亞共和國。
1993年12月31日，加姆薩胡爾季阿去世，死因至今不明。据悉，他在格鲁吉亚西部的薩梅格列羅地区去世。据英国媒体报道，他的尸体被发现时，搜尋人員發現其头部有一处枪伤（一說2处弹伤）。对于他的死亡，人们给出了各种各样的理由，目前仍有争议。2000年，格魯吉亞政府情報部門負責人承认有两支特种部队在政府的命令下追捕加姆薩胡爾季阿。
1993年12月的头几天，两名加姆薩胡爾季阿的私人卫队成员在被派去执行侦察任务后突然消失。一些不明身份的遗骸和骨灰在2020年被发现。